# A szállító 2.
A szállító 2. (eredeti cím: Transporter 2) 2005-ben bemutatott francia akciófilm, melyet Louis Leterrier rendezett, producere Luc Besson volt. A film a 2002-es A szállító folytatása, később egy harmadik rész is követte, A szállító 3. (2008) címmel. 
A fontosabb szerepekben Jason Statham, Alessandro Gassman, Amber Valletta, Kate Nauta, François Berléand, Matthew Modine és Jason Flemyng látható.
Jason Statham ezúttal is Frank Martint, a profi „szállítót” alakítja, aki diszkrét módon, kérdések nélkül szállít csomagokat a megadott címre. Frank ebben a filmben sofőrként dolgozik Miamiban egy igen befolyásos családnál, mindennap egy fiút kell iskolába szállítania. Amikor a gyereket elrabolják, Frank mindent megtesz, hogy megmentse az életét, de közben egy nagyobb szabású összeesküvésben találja magát.

## Cselekmény
Frank Martin Franciaországból Floridába, Miamiba költözött és szívességből átmenetileg sofőrködést vállal a tehetős Billings család számára. A sofőr hamar megkedveli a család legfiatalabb tagját, Jacket (Hunter Clary), akit autójával mindennap iskolába visz. A Billings házaspár magánéleti problémákkal küszködik befolyásos és felelősségteljes munkájuk miatt, melyet a kormánynak végeznek. Audrey Billings (Amber Valletta) ittas állapotban meg is környékezi Franket, de ő udvariasan visszautasítja a nő közeledését és hazaküldi családjához. Frank időközben barátjának, a francia Tarconi felügyelőnek (François Berléand) az érkezését várja, aki a szabadságát Floridában tölti majd Frankkel.
Amikor Frank orvoshoz viszi Jacket, rádöbben, hogy az orvosokat és a recepcióst valakik megölték és átvették a helyüket. Frank verekedésbe keveredik a bűnözőkkel és azok vezetőjével, Lolával (Kate Nauta), majd a fiúval elmenekül a helyszínről. Mielőtt Jackkel visszatérhetne a Billinds rezidenciára, az autójában ülve telefonhívást kap: egy mesterlövész célba vette őket és ha nem rabolja el a fiút, mindketten meghalnak. Frank kénytelen beengedni autójába Lolát és látszólag elrabolni Jacket, miközben rendőrautókat kell leráznia.
Egy raktárhoz érve Frank találkozik Gianni-val (Alessandro Gassman), az emberrablás kitervelőjével. Arra kényszerítik a Szállítót, hogy Jack nélkül hajtson el autójával, melyhez ráadásul egy bombát is rögzítettek. Franknek egy kaszkadőrtrükk segítségével sikerül időben eltávolítania a robbanószert kocsija alvázáról. Jacket eközben a váltságdíj kifizetése után hazaengedik családjához, ám korábban titokban egy halálos vírussal oltották be, mely belégzés útján fertőz.
Az Audrey kivételével mindenki által bűnösnek tartott Frank Tarconi segítségével lenyomozza az egyik elkövetőt, Dimitrit (Jason Flemyng), aki a rendelőben orvosnak adta ki magát. Látszólag halálos vírussal fertőzi meg a bűnözőt; Dimitri pánikszerűen egy laborba menekül az ellenszerért, nyomában Frankkel. Az ezt követő dulakodásban megöli Gianni több emberét és egy ellenszérumot tartalmazó üvegcsét is sikerül épségben megszereznie.
Frank belopakodik Billingsék házába, elmeséli Audreynek a történteket és beadja Jacknek az ellenszert. Jack apja, Jefferson (Matthew Modine), egy országos drogellenes szervezet igazgatója nemzetközi konferencián vesz részt. Tudatán kívül a fiától elkapott vírussal megfertőzi a többi magas rangú résztvevőt is.
Frank Gianni házához megy, aki elővigyázatosságból beoltotta magát az utolsó megmaradt ellenszerrel. Emberei legyőzése után Frank fegyvert szegez a férfira. Gianni elárulja, hogy egy kolumbiai drogkartell fizette le, cserébe ellenségei megfertőzéséért. Frank ráadásul nem ölheti meg őt, hiszen halálával az ellenszer (mellyel korábban beoltotta magát) használhatatlanná válna. Lola feltűnik a színen, de egy küzdelemben Frank végez vele. A menekülő Gianni nyomába ered és egy nagyszabású üldözési jelenet után harcképtelenné teszi, de megkíméli az életét.
Billingsék megkapják az ellenanyagot. Amikor Frank meglátogatja őket a kórházban és meghallja Jack vidám nevetését, nem lép be a szobájukba, hanem inkább csendben távozik autójához, ahol Tarconi vár rá. Frank elviszi barátját a reptérre, ezután telefonhívást kap egy ismeretlen férfitől, aki a Szállítót keresi.

## Szereplők
| Színész            | Szerep                    | Magyar hang        |
| ------------------ | ------------------------- | ------------------ |
| Jason Statham      | Frank Martin (a Szállító) | László Zsolt       |
| Alessandro Gassman | Gianni Chellini           | Bozsó Péter        |
| Amber Valletta     | Audrey Billings           | Hámori Eszter      |
| Kate Nauta         | Lola                      | Kisfalvi Krisztina |
| François Berléand  | Tarconi felügyelő         | Tordy Géza         |
| Keith David        | Stappleton                | Barbinek Péter     |
| Hunter Clary       | Jack Billings             | Czető Ádám         |
| Matthew Modine     | Jefferson Billings        | Haás Vander Péter  |
| Jason Flemyng      | Dimitri                   | Csőre Gábor        |
| Ernest Harden Jr.  | Billings segédje          | Várady Zoltán      |
| Tim Ware           | Hoffmann                  | Kardos Gábor       |

## Bemutató és fogadtatás
A Szállító 2. 2005. szeptember 2-án került az amerikai mozikba. A nyitó hétvégén az Amerikai Egyesült Államokban 16 millió dollárt termelt. Az USA-ban összességében 43 millió, míg világszerte (az amerikai bevételeket is beleszámolva) 85 millió dolláros bevételt ért el.
Kritikai fogadtatása vegyesnek mondható. A Rotten Tomatoes weboldalon 53%-os értékelést kapott 121 kritikus véleménye alapján (átlagosan 10 pontból 5,4 pontot ítéltek a filmnek). Az oldal összefoglalója alapján a film A szállító stílusos és összeszedettebb folytatása, mely az első rész rajongói számára túlzásokba eső szórakozást nyújthat. A Metacritic oldalon 29 kritikus véleményét súlyozva 100-ból 56 pontot szerzett a film, mely „vegyes vagy átlagos értékelésnek” számít.
Roger Ebert filmkritikus 4-ből 3 csillagra osztályozta a filmet. Ebert megjegyezte, hogy a második rész jobb lett, mint az eredeti film, részben az ötletesebb sztorija miatt.